# Vlag van Zwijndrecht (België)
De vlag van Zwijndrecht werd door de gemeenteraad op 28 mei 1980 officieel vastgesteld als de gemeentelijke vlag van de Antwerpse gemeente Zwijndrecht. Op 2 april 1981 werd hij door het koninklijk besluit bevestigd en uiteindelijk gepubliceerd op 8 mei 1981 en opnieuw op 4 januari 1995 in het officiële Belgisch Staatsblad.
Officieel wordt de vlag beschreven als:
Drie even lange banen 1. groen met een witte vijfpuntige ster 2. wit met een groene olijftak 3. blauw met een witte vijfpuntige ster
De vlag is volledig gebaseerd op het gemeentewapen en ziet er dus helemaal hetzelfde uit.
In 2025 is Zwijndrecht samen met Beveren en Kruibeke opgegaan in de gemeente Beveren-Kruibeke-Zwijndrecht in de provincie Oost-Vlaanderen. De vlag is daardoor als gemeentevlag komen te vervallen.

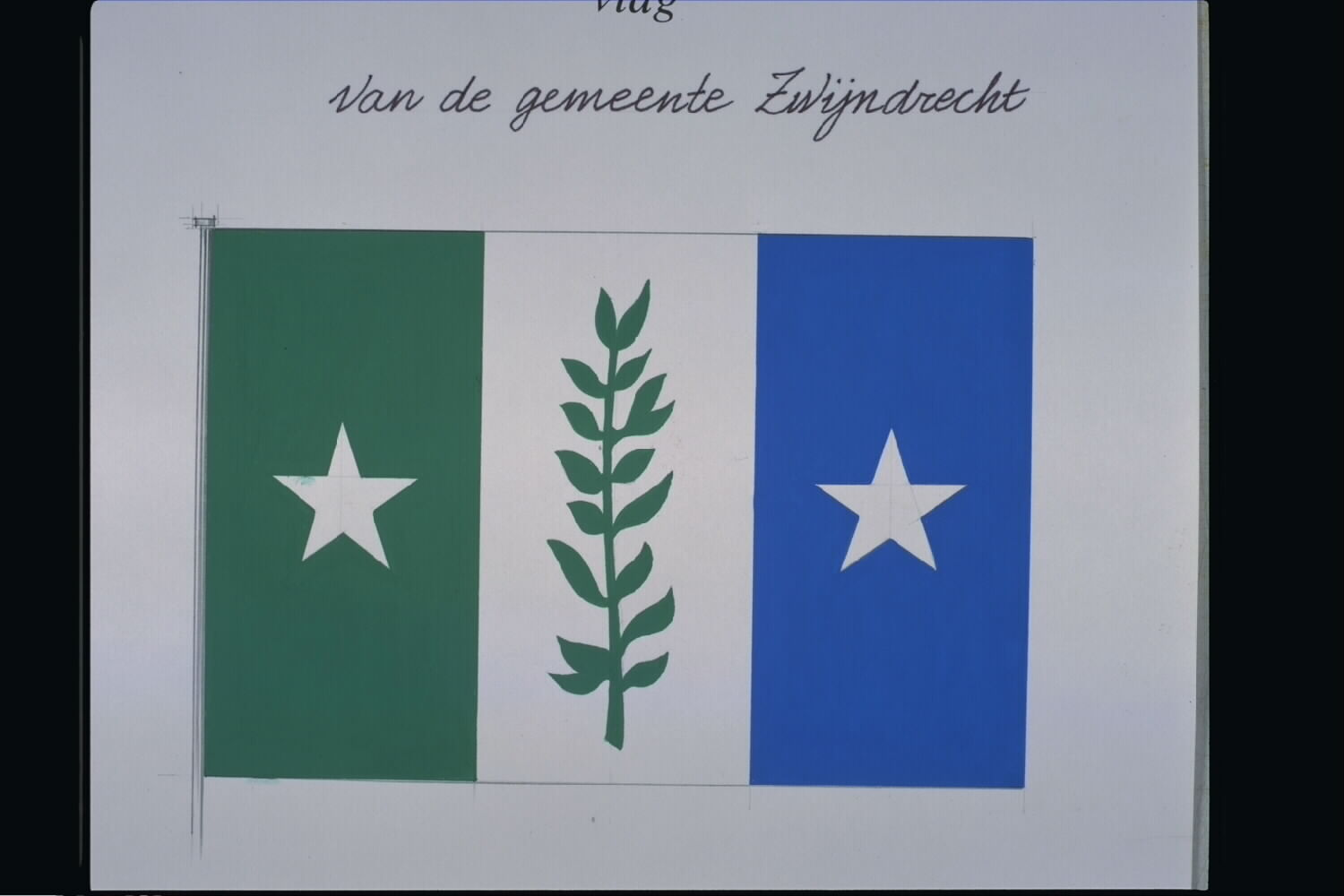
Officiële tekening van de vlag